# T.I. vs. T.I.P.
T.I vs. T.I.P. er et album udgivet i 2007 af rapperen T.I.

## Spor
1. "Act 1 <T.I.P.>"
2. "Big Things Poppin' (Big Sh*t Poppin')"
3. "Raw"
4. "You Know What It Is" (feat. Wyclef Jean)
5. "Da Dopeman"
6. "Whatch What You Say To Me" (feat. Jay-Z)
7. "Hurt" (feat. Alfa Mega, Busta Rhymes)
8. "Act 2 <T.I.>"
9. "Help Is Coming"
10. "My Swag" (feat. Wyclef Jean)
11. "We Do This"
12. "Show It To Me" (feat. Nelly)
13. "Don't You Wanna Be High"
14. "Touchdown" (feat. Eminem)
15. "Act 3 (T.I. vs T.I.P.)"
16. "Tell'em I Said That"
17. "Respect This Hustle"
18. "My Type"